# KBS 뉴스타임 (1800)
《KBS 뉴스타임 (1800)》(KBS NEWS TIME (1800))은 대한민국 KBS 2TV에서 평일 저녁 6시에 방송되었던 KBS 2TV의 평일 저녁 단신 뉴스 프로그램이다.

## 기획 의도/개요
- 2TV의 발빠른 뉴스 KBS 뉴스타임! 종합뉴스 취약 시간대에 속보성 위주의 소식을 발빠르게 전달합니다. 1TV 정통 뉴스에서 다루지 못한 생활 밀착형 소식과 연성 소식도 만나 볼 수 있습니다.
- KBS 2TV의 단신 뉴스 형태의 저녁뉴스 프로그램이다.
- 정식 타이틀은 KBS 뉴스타임이다.

## 방송 시간
| 방송 채널 | 방송 기간                           | 방송 시간 |
| --------- | ----------------------------------- | --- |
| KBS 2TV   | 1982년 1월 25일 ~ 1982년 9월 17일   | 평일 저녁 8시 ~ 8시 10분 (10분) |
| KBS 2TV   | 1983년 3월 28일 ~ 1984년 3월 30일   | 평일 저녁 7시 ~ 7시 10분 (10분) |
| KBS 2TV   | 1984년 4월 2일 ~ 1985년 4월 19일    | 평일 저녁 6시 50분 ~ 7시 (10분) |
| KBS 2TV   | 1985년 4월 22일 ~ 1985년 7월 5일    | 평일 오후 5시 50분 ~ 저녁 6시 (10분) |
| KBS 2TV   | 1985년 7월 8일 ~ 1985년 11월 1일    | 평일 오후 5시 50분 ~ 저녁 6시 (10분) 월요일, 수요일 ~ 목요일 저녁 7시 35분 ~ 7시 40분 (5분) 화요일 저녁 7시 10분 ~ 7시 15분 (5분) 금요일 저녁 7시 30분 ~ 7시 35분 (5분) |
| KBS 2TV   | 1985년 11월 4일 ~ 1986년 5월 30일   | 평일 저녁 6시 ~ 6시 15분 (5분) 월요일 ~ 목요일 저녁 7시 30분 ~ 7시 35분 (5분)                                                                                           |
| KBS 2TV   | 1986년 6월 2일 ~ 1986년 10월 31일   | 평일 저녁 6시 ~ 6시 5분 (5분) 월요일 ~ 목요일 저녁 7시 30분 ~ 7시 35분 (5분)                                                                                            |
| KBS 2TV   | 1986년 11월 3일 ~ 1987년 2월 27일   | 평일 저녁 6시 ~ 6시 5분 (5분) 평일 저녁 7시 55분 ~ 8시 (5분) |
| KBS 2TV   | 1987년 3월 2일 ~ 1987년 7월 10일    | 평일 오후 5시 45분 ~ 5시 50분 (5분) 평일 저녁 7시 55분 ~ 8시 (5분) |
| KBS 2TV   | 1987년 7월 13일 ~ 1990년 10월 26일  | 평일 저녁 7시 55분 ~ 8시 (5분) |
| KBS 2TV   | 1993년 5월 3일 ~ 1993년 10월 15일   | 평일 저녁 7시 55분 ~ 8시 (5분) |
| KBS 2TV   | 1990년 10월 29일 ~ 1992년 4월 3일   | 평일 저녁 8시 ~ 8시 5분 (5분) |
| KBS 2TV   | 1993년 10월 18일 ~ 1994년 2월 18일  | 평일 저녁 8시 ~ 8시 5분 (5분) |
| KBS 2TV   | 1992년 4월 6일 ~ 1993년 4월 30일    | 평일 저녁 8시 55분 ~ 밤 9시 (5분) |
| KBS 2TV   | 1994년 10월 10일 ~ 1997년 10월 17일 | 평일 저녁 7시 ~ 7시 1분 (1분) |
| KBS 2TV   | 1997년 10월 20일 ~ 1998년 2월 13일  | 평일 저녁 6시 25분 ~ 6시 35분 (10분) |
| KBS 2TV   | 2001년 11월 5일 ~ 2002년 3월 15일   | 평일 저녁 6시 ~ 6시 10분 (10분) |
| KBS 2TV   | 2005년 1월 3일 ~ 2007년 11월 2일    | 평일 저녁 6시 ~ 6시 10분 (10분) |
| KBS 2TV   | 2011년 11월 7일 ~ 2013년 10월 18일  | 평일 저녁 6시 ~ 6시 10분 (10분) |
| KBS 2TV   | 2007년 11월 5일 ~ 2008년 3월 27일   | 월요일 ~ 목요일 저녁 6시 ~ 6시 10분 (10분) |
| KBS 2TV   | 2010년 5월 10일 ~ 2011년 11월 4일   | 평일 저녁 6시 ~ 6시 5분 (5분) |

## 앵커

### 역대 앵커
| 역대 | 진행자                          | 진행 기간                          | 비고  |
| ---- | ------------------------------- | ---------------------------------- | ----- |
| 1대  | 서기철 前 아나운서              | 1993년 5월 3일 ~ 1994년 2월 18일   |       |
| 2대  | 이형걸 청주방송총국장           | 1994년 10월 10일 ~ 1995년 9월 1일  |       |
| 3대  | 이규원 前 아나운서              | 1995년 9월 4일 ~ 1998년 2월 13일   |       |
| 4대  | (故)박태남 前 아나운서          | 2001년 11월 5일 ~ 2002년 3월 15일  |       |
| 5대  | 김태규 아나운서실장             | 2005년 1월 3일 ~ 2007년 4월 27일   |       |
| 6대  | 김윤지 前 아나운서              | 2007년 4월 30일 ~ 2007년 11월 2일  |       |
| 7대  | 오태훈 아나운서실 아나운서1부장 | 2007년 11월 5일 ~ 2008년 3월 27일  |       |
| 8대  | 이수정 기자                     | 2010년 5월 10일 ~ 2010년 7월 14일  |       |
| 9대  | 이현주 아나운서                 | 2010년 7월 15일 ~ 2010년 12월 31일 |       |
| 10대 | 윤수영 아나운서                 | 2011년 1월 3일 ~ 2012년 11월 16일  | [ 1 ] |
| 11대 | 이승연 아나운서                 | 2012년 11월 19일 ~ 2013년 4월 5일  |       |
| 12대 | 장수연 아나운서                 | 2013년 4월 8일 ~ 2013년 10월 18일  |       |

## 타이틀 변천사
| 기수 | 타이틀       | 방송 기간                                                                                               |
| ---- | ------------ | --- |
| 1기  | KBS 2TV 뉴스 | 1982년 1월 25일 ~ 1982년 9월 17일 1983년 3월 28일 ~ 1994년 2월 18일 1994년 10월 10일 ~ 1997년 10월 17일 |
| 2기  | KBS 뉴스     | 1997년 10월 20일 ~ 1998년 2월 13일 2001년 11월 5일 ~ 2002년 3월 15일 2005년 1월 3일 ~ 2008년 3월 27일   |
| 3기  | KBS 뉴스타임 | 2010년 5월 10일 ~ 2013년 10월 18일                                                                      |